# Escallonia bifida
Escallonia bifida är en tvåhjärtbladig växtart som beskrevs av Heinrich Friedrich Link, Amp; Otto och Adolf Engler. Escallonia bifida ingår i släktet Escallonia och familjen Escalloniaceae. Inga underarter finns listade i Catalogue of Life.

## Bildgalleri

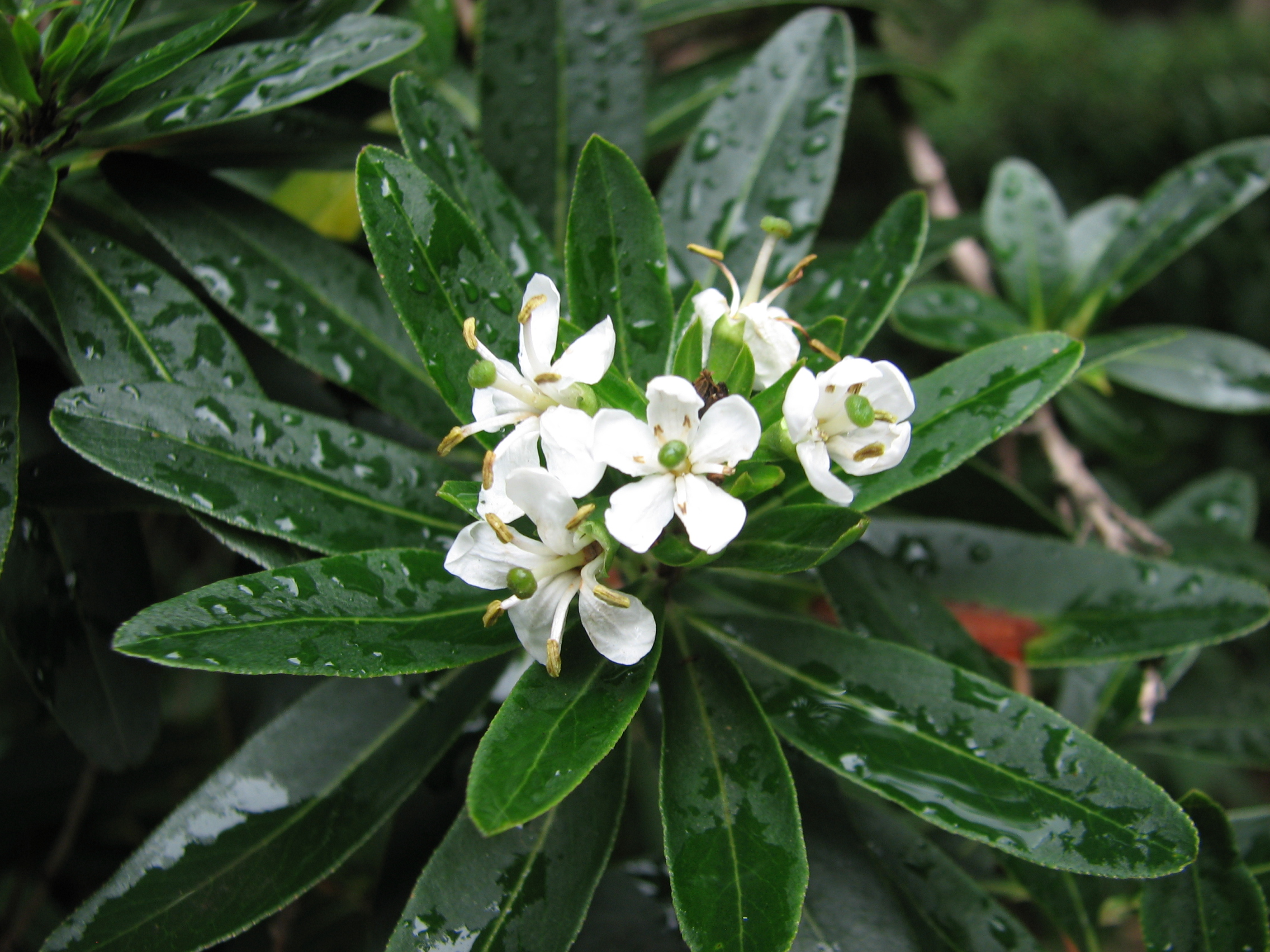
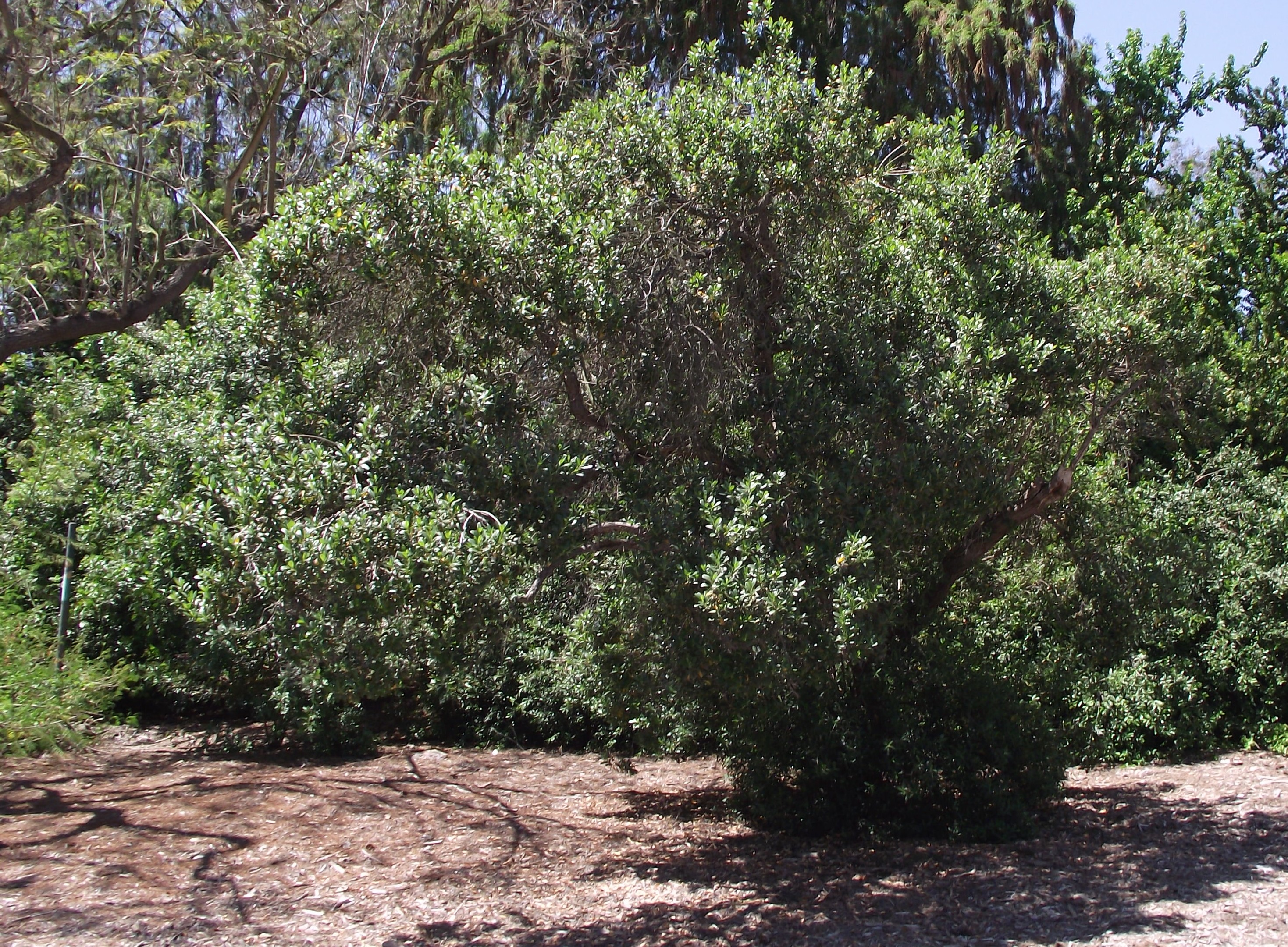